# Stefan Schulze-Hausmann
Stefan Schulze-Hausmann (* 5. November 1960 in Siegen) ist ein deutscher Journalist, Produzent und Rechtsanwalt.

## Leben und Karriere
Er studierte ab 1979 Rechtswissenschaften in Marburg und verbrachte während des Studiums mehrere Jahre in Spanien, Italien, Griechenland und den USA. Ab 1989 absolvierte er sein Rechtsreferendariat am Landgericht Wiesbaden.
Seit 1989 moderiert Stefan Schulze-Hausmann verschiedene Reihen im ZDF- und 3sat-Programm – u. a. „Tipps + Trends mobil“, „HITEC“, „Schattenspringer“, „3sat-studio“, „sonntagsshow“, „pep“, „neues“ und (seit 1999) „nano“, das tägliche Technik- und Zukunftsmagazin (3sat; Wiederholungen im ZDF und den Dritten der ARD). Von 2000 bis 2009 präsentierte er jährlich die „Verleihung des Deutschen Umweltpreises“ durch den Bundespräsidenten.
Zudem moderierte er die Sendung „ZDF info – Verbrauchertips- und Infos“.
1991 gründete er Coment, eine Agentur für Konzeption und Produktion von Kommunikationsprogrammen und Medientraining mit Büros in Wiesbaden, Düsseldorf und Berlin. 2008 initiierte Stefan Schulze-Hausmann den Deutschen Nachhaltigkeitspreis, der seitdem jährlich vergeben wird.
Seit 1998 ist Schulze-Hausmann zugelassener Rechtsanwalt. Er spricht Englisch, Italienisch und Spanisch.